# 實諦·賽·巴巴
師利·實諦·賽·巴巴（英語：Sri Sathya Sai Baba，1926年11月23日—2011年4月24日），又譯為沙迪亞·賽巴巴，簡稱為賽峇峇、賽巴巴，原名沙迪亞那拉亞納·拉甲（英語：Sathyanarayana Raju），生於印度馬德拉斯管轄區普塔帕蒂鎮，印度教上師與精神領袖，慈善活动家和教育家。他宣稱他是回教、印度教兩教聖人賽巴巴（Sai Baba of Shirdi）的轉世。信徒視他為轉世靈童、活佛或道成肉身（Avatar），認為他有超自然能力。但也有批評者認為他不過是江湖術士。

## 生平简介
赛峇峇原名沙迪亞那拉亞納·拉甲。信徒相信，他在6歲時，就有行使神蹟的紀錄。1940年，在14歲時，宣佈自己是舍地·赛峇峇所轉世，並開始傳道。此後人稱他為實諦·賽·峇峇（Sathya Sai Baba，Sathya在印度語中是真理、聖諦的意思）。實諦·賽·巴巴自小茹素，終生未婚，出道甚早，沒有皈依過任何上師，也沒有關於他曾經修行過的傳說。
有關賽巴巴各式各樣神蹟, 記載的文獻甚多, 根據許多信徒的親身經驗，賽巴巴知道信徒心裡所想的事，知道信徒目前的狀況、在做些什麼事，不論對方在何處；他知道人們的過去、現在、未來；他能聽到各地信徒的祈禱，並予以回應；他能感知遠方信徒有危難並予以營救；他能出現在信徒夢中；他能看出人身體的健康狀況，並曾經治癒許多人的病，包括癌症。他經常憑空變出聖灰、戒指、項鏈、神像、或其他物品賜給信徒。他曾經像聖經上記載的耶穌分餅一樣，讓食物自動孳生，充足供應在場信眾。許多他的照片，表面會冒出帶有香氣的聖灰或滋味獨特的甘露。許多他的信徒根據自己親身經驗，相信他無所不在，全知全能。賽巴巴從不持名，從不唸咒，從不祈禱，從不禪修。雖然出道甚早，但是他歷年的講道內容顯示他對宗教和經典有豐富的知識。賽巴巴要人不要過度重視他的神蹟，他宣稱：「奇蹟對我來說，就像一隻停在大象背上的蚊子，相對於我的全部，它們是微不足道的」，「不要重視神蹟，不要誇張它們的義意，我的能力的殊勝之處不在這些神蹟裡，而在於我的愛，那些神蹟只是愛的海洋中的水滴而已，不要目眩於那些水滴，認清那海洋並浸入裡面。」 
實諦·賽·峇峇宣稱自己是神的化身，也宣稱人人皆有神性。他主張︰「宗教只有一個, 是愛的宗教。」他強調真理、德與義、(心)靜、愛、非暴力等五大普世人類價值。他倡導對神的愛，以及無私的服務社會，做為修行方法。他極力推行品德教育，以彌補當今教育過份偏重知識和技能傳授的缺陷。

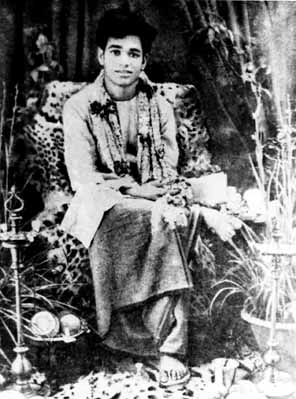
20世紀40年代

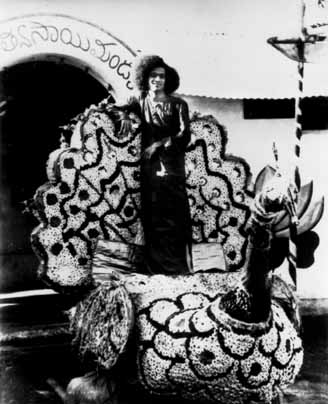
1946年

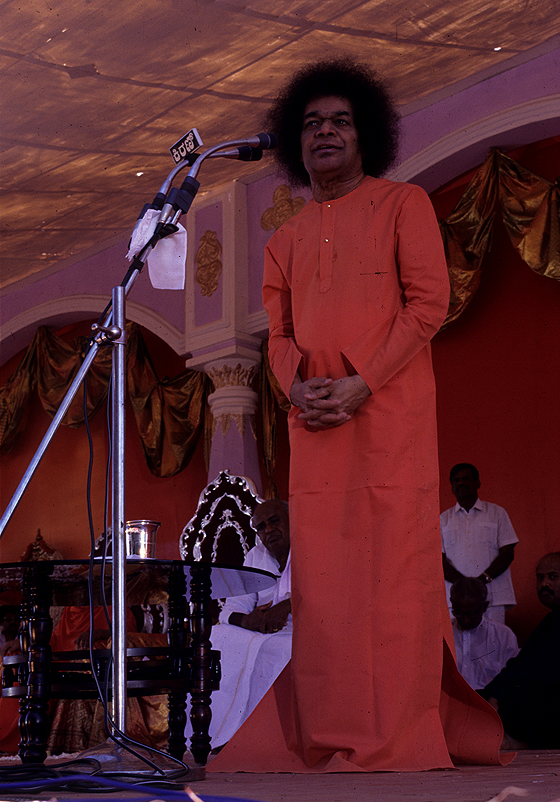
1996年

賽巴巴的慈善事業包括興水利、建醫院與辦學校。有鑑於印度許多鄉村依然缺乏飲水，賽巴巴在印度各地發起飲水工程計畫，提供偏遠的鄉村可飲用的自來水。此項工程目前涵蓋了750個鄉村，900,000居民，輸水管幹線總長750公里，支線總長1550公里，儲水塔268座（40,000~300,000公升），儲水池 125個（20,000~60,000公升），水庫 21個（100,000~1,000,000公升）。賽巴巴認為，人人都有權利得到醫療照護，醫療也不應該沾染商業氣息。他在印度各地興建醫院，免費為民眾提供最現代化的醫療服務，不分階級、宗教信仰與經濟能力。目前有沙迪亞賽高等醫學中心（ SSSIHMS,  Prasanthigram 分院 & Bangalore 分院）以及沙迪亞賽綜合醫院（Sri Sathya Sai General Hospital, Prasanthi Nilayam 分院 & Bangalore 分院），另有移動醫院定期去偏遠鄉村免費義診。賽巴巴認為︰「教育的終極目的是品德，知識的終極目的是愛。」。他成立了許多學校，包括沙迪亞賽大學、沙迪亞賽音樂學院以及若干小學和初高中。沙迪亞賽大學目前有四個校區︰（1）百善地．尼樂巖（Prashanti Nilayam）校區（2）布林達梵（Brindavan）校區（3）安那塔浦（Anantapur）校區(4)牧丹那哈里（muddenahalli）校區，其中安那塔浦校區是女子學院，其他三校區則專收男性學生。這些學校的共同特色是德育與智育並重。在沙迪亞賽大學，學生除了接受一般大學課程之外，還要接受古印度文化的靈性與道德教育。學生除需負擔少許住宿伙食費之外，學費全免；校規紀律則異常嚴格。
1999年追随他的人大约有600万，來自各種族各宗教，在现在这个数字更高， 不过由于没有正式的组织将这些人联系在一起，所以具体的人数不清楚。Sathya Sai Organisation组织报道说在全球114个国家大约有1200个Sathya Sai Baba中心。
有美國學者認為, 在印度国内，他的追随者大多来自中产阶层中的上层“较富有和受过西方思维良好教育”的人。在他的追随者乃至印度总统和总理的心中，他都被视为一个文化符号；2002年他曾宣布在178个国家都有他的追随者。
他曾預言他將活到96歲，不過並不如實。但在2011年4月24日，因多重器官衰竭在醫院過世，享壽85歲。4月27日，印度为他举行国葬，数以万计的信徒前往他在南部的家乡普塔帕蒂镇送他最后一程。根据印度教的礼仪，一般人在逝世后都会火化。不过，他的葬礼却是以土葬进行，这是当地人给予圣人的荣誉。过去几天，透明的棺木就停柩在静修处礼堂供人瞻仰，印度总理曼莫汉星和执政党印度国大党领袖索尼娅等领袖和名人，以及众多信徒都前去瞻仰了他的遗容。下葬的礼堂日后会有一座镀金的塑像树立，该礼堂已开放给民众参观，预计日后将成为印度一个主要朝聖的聖地。印度政府於2013年11月23日發行了賽巴巴紀念郵票。賽巴巴曾宣佈，自己不久將會再轉世到人間一次，名為普瑞瑪·賽·巴巴(Prema Sai Baba。 Prema: 大愛)。在他逝世後，信徒仍然相信他顯現許多神蹟。

## 爭議
根據BBC等新聞媒體報導，實諦·賽·巴巴曾被指控涉嫌許多有爭議的事件，其中包括以魔術手法偽造神蹟，性虐待，洗錢、濫用信徒捐獻、以社會服務計劃進行詐騙，以及謀殺等。但這些報導都被實諦·賽·巴巴建立的組織發言人所否認。